# Worcester

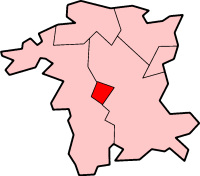
Lage in Worcestershire

Worcester [ˈwʊstə] ⓘ ist eine Stadt in den West Midlands Englands. Mit einer Bevölkerung von 103.753 (Stand 2016) ist Worcester der Verwaltungssitz der Grafschaft Worcestershire.

## Geografie

### Lage
Die Stadt liegt etwa 48 Kilometer südwestlich von Birmingham und 47 Kilometer nördlich von Gloucester. Der Fluss Severn durchquert die Mitte der Stadt.

### Nachbargemeinden
Worcester besitzt folgende Vorstädte:
Astwood, Arboretum, Barbourne, Battenhall, Bevere, Blackpole, Blanquettes Estate, Brickfields, Cherry Orchard, Claines, Copperfields, Diglis, Dines Green, Fort Royal, Henwick, Henwick Park, Merrimans Hill, Perdiswell, St Peter The Great, St John’s, Tolladine, Trotshill, Red Hill, Rainbow Hill, Lower Wick, Shrub Hill/Tallow Hill, Spetchley Estate, Ronkswood, Northwick, Warndon Villages, Warndon und Woodgreen

## Geschichte
Die Besiedlung des heutigen Gebiets von Worcester datiert zurück auf das Neolithikum, am östlichen Ufer des Severn wurde ein von Verteidigungswällen umgebenes Dorf aus der Zeit um 400 vor Christus gefunden. Der Ort, an dem eine Furt den Fluss überquert, wurde im 1. Jahrhundert von den Römern benutzt, um ein befestigtes Lager auf der Militärstraße zwischen Glevum (Gloucester) und Viroconium (Wroxeter) einzurichten. Das Lager entwickelte sich nach der Verschiebung der Grenze des Imperiums gegen Westen bald zu einer Industriestadt mit eigenen Brenn- und Hochöfen.
Das römische Worcester (das in der Kosmographie von Ravenna als Vertis erwähnt worden sein könnte) war etwa drei Jahrhunderte lang ein florierendes Handels- und Manufakturzentrum, doch nach dem römischen Rückzug aus Britannien im Jahre 407 verlor die Stadt an Einwohnern und wurde bis zum mittleren 7. Jahrhundert nicht mehr erwähnt, als Quellen eine angelsächsische Siedlung erwähnten. Die Tatsache, dass Worcester 680 im Gegensatz zum viel größeren Gloucester und dem königlichen Zentrum von Winchcombe zum episkopalischen Sitz einer neuen Diözese erwählt wurde, die das Gebiet bedecken sollte, lässt vermuten, dass dort eine bekannte und mächtige Gemeinde englischer Christen gelebt haben muss, als der Ort in englische Hände fiel.
Nachdem 961 der in Fleury ausgebildete Benediktiner Oswald Bischof von Worcester wurde, wurde das benediktinische Priorat St. Maria gegründet, das direkt der Kathedrale und damit dem Bischofssitz zugeordnet war. Das Kloster zeichnete sich insbesondere durch seinen umfangreichen Bibliotheksbestand aus und bestand bis zur Aufhebung im Jahr 1540.
1041 wurde die Stadt nach einer Rebellion gegen die harte Besteuerung durch Hardiknut fast zerstört. Auch im Bürgerkrieg zwischen König Stephan und Kaiserin Matilda, der Tochter Heinrich I., wurde die Stadt häufig angegriffen (1139, 1150 und 1151).
Im späten Mittelalter war die Bevölkerung auf 10.000 angestiegen, als die Herstellung von Kleidung eine große lokale Industrie zu werden begann. Die Stadt erhielt erste Selbstbestimmungsrechte.
Worcester war der Austragungsort der Schlacht von Worcester (3. September 1651), als der Versuch Karl II., die Krone Englands durch Gewalt zurückzugewinnen, endgültig scheiterte. Der genaue Schlachtort befindet sich südwestlich der Stadt in Richtung des Dorfes Powick. Nach der Niederlage kehrte Karl II. in sein Hauptquartier im Kornmarkt zurück, das heute als King Charles House bekannt ist, bevor er verkleidet nach Boscobel House in Shropshire floh und dann endgültig nach Frankreich entkam. Worcester war eine der Städte, die dem König im Englischen Bürgerkrieg treu blieben, weshalb es den Beinamen „The Faithful City“ („Die treue Stadt“) erhielt.
Die Fabrik der „Royal Worcester Porcelain Company“ (Königliche Porzellangesellschaft von Worcester) wurde 1750 von Dr. John Wall gegründet. Heute werden dort keine Güter mehr hergestellt, doch das Museum ist noch immer offen.
Im 18. Jahrhundert ermattete der Handel Worcesters im Vergleich zu moderneren Städten in den West Midlands. 1815 wurde der Kanal zwischen Worcester und Birmingham eröffnet, was Worcester erlaubte, die hergestellten Waren mittels sog. Narrowboats in ein größeres Gebiet zu transportieren.
Die British Medical Association (BMA) soll um 1860 im alten Krankenhaus von Worcester in der Castle Street gegründet worden sein.
In den Fünfziger- und Sechzigerjahren wurden große Gebiete des mittleren Zentrums der Stadt als Resultat der Entscheidungen von Stadtplanern abgerissen und neu bebaut. Es stehen noch immer mittelalterliche Häuser, doch der Großteil fiel den Sanierungen zum Opfer.
Die aktuellen Grenzen der Stadt gehen auf das Jahr 1974 zurück, als der Local Government Act 1972 die Gemeinden Warndon und St. Peter the Great County in die Stadt integrierte.

## Politik
Der Stadtrat wird momentan von der Conservative Party kontrolliert, die 18 der 35 Sitze hält.
Worcester hat ein Parlamentsmitglied, Michael Foster von der Labour Party.

### Worcester City Council
- Greens: 12
- Labour: 17
- LibDem: 5
- Cons.: 1

## Städtepartnerschaften
- Kleve, Deutschland
- Worcester (Massachusetts), USA
- Le Vésinet, Frankreich

## Wirtschaft und Infrastruktur
Die Industrie ist heutzutage verhältnismäßig vielgestaltig. Im 19. und frühen 20. Jahrhundert war Worcester ein wichtiges Zentrum für die Herstellung von Handschuhen, doch dieser Industriezweig ist weitestgehend zurückgegangen. Die spätviktorianische Periode sah die Entwicklung von Eisengießereien wie Heenan & Froude, Hardy & Padmore und McKenzie & Holland und die Jahre zwischen den Weltkriegen erlebten das rasche Wachstum der Produktion von Maschinenwerkzeugen (James Archdale, H.W.Ward), Teilen für die Motorenindustrie (Worcester Windshields and Casements), Bergbaumaschinen (MECO) und anderem. Auch erwähnenswert sind die königliche Porzellanfabrik (in der Nähe der Kathedrale) und etwas außerhalb des Zentrums die Fabrik, die das berühmteste Produkt Worcesters herstellt: die Worcestershiresauce. Die Maschinenbauindustrie wird noch immer von Joy Mining Machinery und Carnaud Metalbox bzw. Crown Holdings repräsentiert, beides Unternehmen aus den USA. Das Gießereierbe der Stadt wird von Morganite Crucible weitergeführt, das graphitgeformte Produkte und Zement produziert. Das Versandgeschäft der Kays wurde in den Achtzigerjahren des 19. Jahrhunderts in Worcester gegründet. Worcester ist auch die Heimat der Zeitung, die sich selbst als ältestes Blatt der Welt bezeichnet: Berrow's Worcester Journal, das seine Herkunft auf ein Nachrichtenblatt zurückführt, das 1690 erstmals erschien. Die Stadt ist außerdem ein Einzelhandelszentrum mit vielen Einkaufszentren, in denen fast jede Handelskette vertreten ist. Eine weitere der alten Firmen ist Froude Hofmann, ursprünglich Heenan & Froude. Dieses Konstruktionsunternehmen hat zahlreiche Anlagen in der ganzen Stadt in Beschlag genommen, was Gebäude nahe dem Shrub Hill-Bahnhof und die Anlagen des Worcester City Football Clubs einschließt.

### Unternehmen
Hauptarbeitgeber in Worcester sind:
- Amdac Carmichael – stellt Feuerwehrfahrzeuge her
- Bosch Thermotechnology, stellt Boiler und Heizungen her
- Central Networks (lokal noch immer als MEB bekannt; Energieunternehmen)
- Crown Holdings (früher CarnaudMetalbox, örtlich noch immer als Metalbox bekannt)
- Faithful, Fabrikant von Arbeitskleidung und industrieller Schutzkleidung
- First Midland Red Buses (örtlich immer noch bekannt als Midland Red; Busunternehmen)
- Froude Hofmann
- Goodman Baylis, Lithographiedrucke, Ordner und Versand
- Lea & Perrins, Hersteller der Worcestershiresauce
- Mazak, japanischer Werkzeugmaschinenhersteller
- Holden Aluminium Worcester (früher Hydro Aluminium Worcester, Teil von Norsk Hydro)
- npower, Energieunternehmen
- Nutricia
- Open G I Limited, Softwarefirma
- Royal Mail
- Tesco
- Universität von Worcester
- West Mercia Constabulary (Polizei)
- Wolseley plc
- Stadtrat
- Rat des County Worcestershire
- Worcestershire Primary Care Trust (schließt das Worcestershire Royal Hospital ein)

### Bildung
Worcester ist die Heimat der Universität von Worcester, die 2005 den Status einer Universität erhielt. Zwischen 2001 und 2005 war sie als University College Worcester (UCW) bekannt, davor als Worcester College of Higher Education.
Worcester ist zudem Sitz folgender Bildungseinrichtungen:
Staatliche Oberstufen und Colleges
- Worcester Sixth Form College
- Worcester College of Technology

Staatliche High Schools
- Bishop Perowne Performing Arts College CE
- Blessed Edward Oldcorne Catholic College
- Christopher Whitehead Language College
- Elgar Technology College
- Nunnery Wood High School

Worcester ist auch der Sitz zweier sehr alter Schulen: Die Royal Grammar School Worcester existiert seit 1291 ohne Unterbrechung und die King's School wurde 1541 unter König Heinrich VIII. wiedergegründet. Beide Schulen behaupten, in der geistlichen Schule des 8. Jahrhunderts zu wurzeln, die sich etwa am Platz der heutigen Kathedrale befand. Weitere Schulen sind die Alice Ottley School und die Saint Mary’s Convent School.
Das New College Worcester (RNIB) ist auf blinde und nur teilweise sehende Schüler im Alter zwischen 11 und 18 Jahren ausgerichtet.

### Verkehr

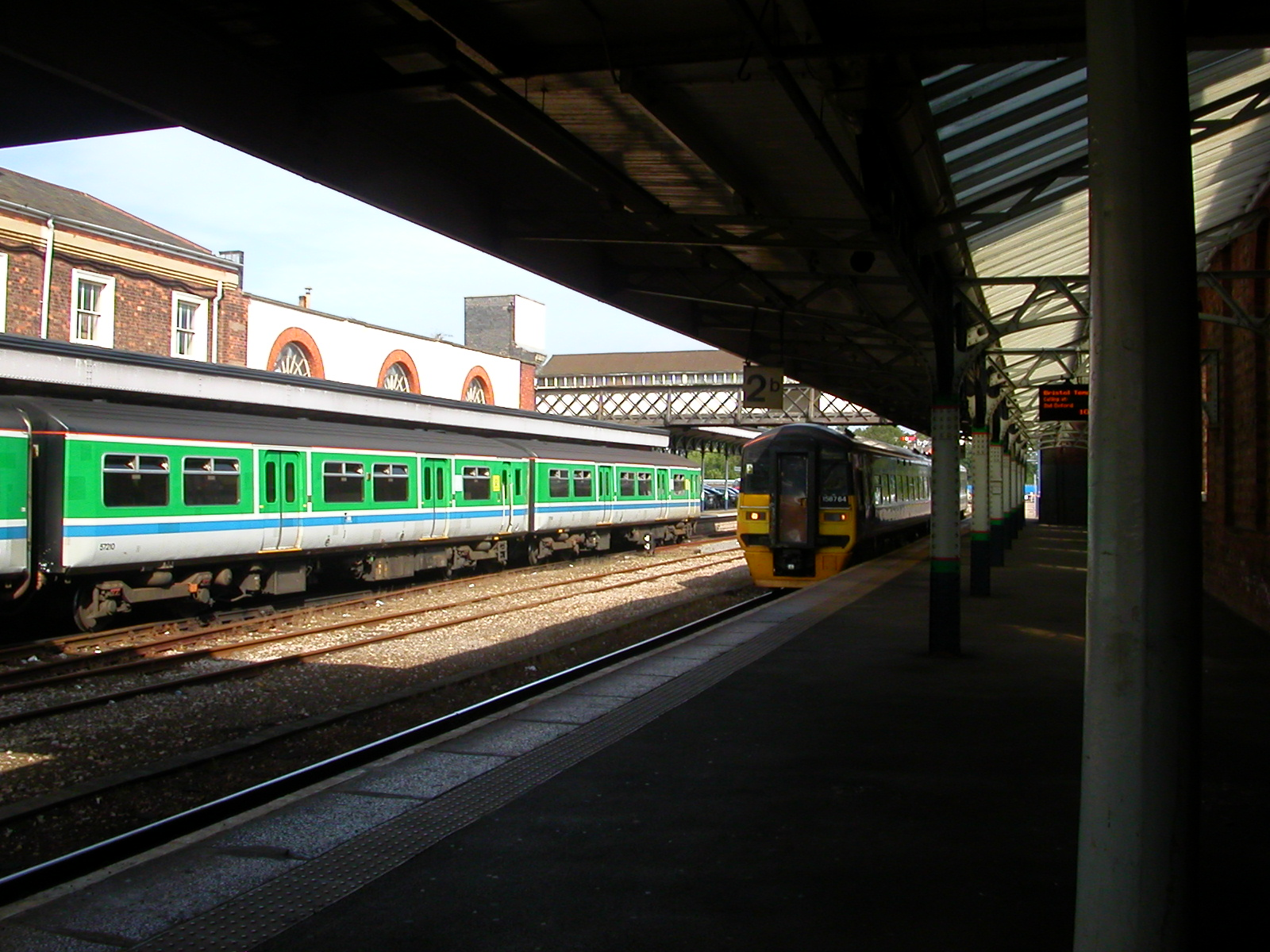
Bahnhof Shrub Hill

Worcester liegt nahe beim Motorway M5 und ist durch die Anschlüsse 6 und 7 mit ihm verbunden. Dies macht die Stadt von den meisten Teilen des Landes aus leicht erreichbar. Die Stadt ist teilweise von einer Ringstraße umgeben, die von ein- und zweispurigen Fahrbahnen gebildet wird.
Die Stadt besitzt zwei Bahnhöfe, nämlich Worcester Foregate Street und Worcester Shrub Hill. Obwohl ersterer eigentlich zwei Gleise hat, besteht er aus zwei einzeln arbeitenden Linien, von denen die eine ein Teil der Birmingham-Malvern-Hereford-Linie ist und die andere das Ende der Cotswold-Linie, die auch Shrub Hill bedient. Von beiden Bahnhöfen aus fahren häufig Züge nach Birmingham und in andere nahe Städte. Auch London kann man über die Cotswold-Linie von beiden Bahnhöfen aus erreichen.
Als größerer der beiden Bahnhöfe und wegen seiner Lage wird Shrub Hill oft als Depot und Durchfahrtsroute für Güterzüge genutzt.
Der Hauptbetreiber für Busdienste in und um die Stadt ist First, das vor Fusionen und Übernahmen Midland Red West hieß. Auch eine Handvoll kleinerer Betreiber stellen Worcester Dienstleistungen zur Verfügung, von denen die wichtigsten Astons und die Bromyard Omnibus Company sind. Die End-/Umsteigehaltestelle vieler Linien ist die CrownGate-Haltestelle.

## Kultur und Sehenswürdigkeiten

### Bauwerke
Die wahrscheinlich bekannteste Sehenswürdigkeit in Worcester ist die imponierende Kathedrale. Die Krypta des Gebäudes mit dem offiziellen Namen The Cathedral Church of Christ and The Blessed Virgin Mary geht auf das 10. Jahrhundert zurück. Nach der Zerstörung der ersten Kathedrale durch Wikinger 1041 wurde um 1048 die zweite und heute noch stehende Kathedrale begonnen, die 1218 vollendet war. Das Kapitelhaus ist das einzige runde im Land, während die Kathedrale auch das Grab König Johns beinhaltet. Das angeschlossene Benediktinerkloster verfügte über eine große Bibliothek.
Papst Clemens VII., welcher König Heinrich VIII. die Annullierung dessen Ehe mit Katharina von Aragón verweigerte, war vormals als Kardinal Giulio de’ Medici von 1521 bis 1522 Apostolischer Administrator des Bistums Worcester, übte hier also faktisch Bischofsfunktion aus (siehe auch: Liste der Bischöfe von Worcester).

### Theater, Musik und Kino
Die berühmte Schauspielerin des 18. Jahrhunderts Sarah Siddons gab ihr Debüt im Theatre Royal in der Angel Street. Ihre Schwester, die Schriftstellerin Ann Julia Kemble Hatton, auch bekannt als Ann of Swansea, wurde in Worcester geboren – ebenso wie Matilda Alice Powles, besser bekannt als Vesta Tilley, eine führende Schauspielerin männlicher Charaktere.
Im heutigen Worcester spielen im Swan Theatre sowohl reisende Profischauspieler als auch lokale Amateure. Die Countess of Huntingdon's Hall ist eine ehemalige Kirche, die jetzt als Veranstaltungsort für vielseitige musikalische Darbietungen dient, während in der Marrs Bar Auftritte stattfinden, beispielsweise von Comedians. Worcester hat auch zwei Kinos, nämlich das Vue mit sechs Leinwänden an der Friar Street und das Odeon mit sieben Leinwänden an der Forgate Street.
In den nördlichen Vorstädten findet man das Art Deco Northwick Cinema. Erbaut im Jahre 1938 besitzt das Kino eine der nur zwei verbleibenden Inneneinrichtungen im Vereinigten Königreich, die von John Alexander gestaltet wurden. Von 1966 bis 1982 wurde als Bingohalle genutzt und stand danach bis 1991 leer. In der Folge wurde es bis 1996 für musikalische Auftritte genutzt, stand wieder eine Weile leer und wurde schließlich im Herbst 2006 zu einem Antiquitäten- und Lifestylezentrum.
Es gibt auch zahlreiche Kunstgesellschaften in Worcester, beispielsweise C&T. C&T ist eine erzieherische Theatergruppe, die sich auf Theater für junge Leute spezialisiert hat.

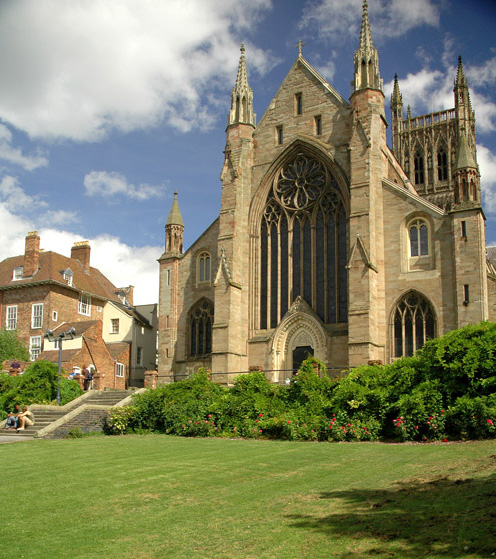
Kathedrale von Worcester

### Regelmäßige Veranstaltungen
Alle drei Jahre findet in Worcester das Three Choirs Festival statt, das auf das 18. Jahrhundert zurückgeht und das älteste Musikfestival Europas sein soll. Der Aufführungsort wechselt jedes Jahr zwischen den Kathedralenstädten Gloucester, Hereford und Worcester.
Das Worcester Festival ist ein relativ neues Projekt, das 2003 eingerichtet wurde. Abgehalten im Spätaugust besteht das Fest aus einer Vielzahl von musikalischen, theatralischen und cinematographischen Darbietungen sowie Workshops. Auch das ehemalige Beer Festival läuft heute unter dem Namen Worcester Festival.
Der viktorianische Weihnachtsmarkt jeden Dezember ist ein großer Tourismusanziehungspunkt.
Das achte von der CAMRA organisierte Worcester-Festival für Bier und Cider fand um den 17. August 2006 drei Tage lang wie üblich auf der Pitchcroft-Rennstrecke statt. Beim Eintritt kann man zwischen zwei Gratis-Biergläsern verschiedener Größe wählen, die eine den Bezug herstellende Aufschrift tragen.

### Grünflächen
Es gibt drei wichtige Parks in Worcester, nämlich den Cripplegate Park, den Gheluvelt Park und den Fort Royal Park. Letzterer war ein Schlachtfeld des englischen Bürgerkrieges.
Des Weiteren existieren auch zwei größere Waldgebiete in der Stadt, Perry Wood (12 Hektar) und Nunnery Wood (21 Hektar). Der erstere wird oft als der Ort bezeichnet, an dem Oliver Cromwell den Teufel traf und einen Pakt mit ihm abschloss. Der Nunnery Wood dagegen ist ein Teil des beliebten Worcester Woods Country Park, direkt neben der County Hall am Ostrand der Stadt.

### Freizeitangebot
Obwohl in den Sechziger- und Siebzigerjahren viele Pubs schlossen, gibt es noch immer viele Kneipen in der Stadt. Viele sind Eigentum von Brauereien, andere wie O'Neills, Pitcher and Piano, Lloyds No. 1 Bar and Postal Order (Wetherspoon) sind Teil einer Kette. Worcesters ältester Pub ist der Cardinal's Hat in der Friar Street.
Es gibt auch zwei Bowlingcenter in Worcester, nämlich das Worcester Tenpin Bowling und das Bowl Xtreme. Es existierte auch ein drittes namens Westside Bowl, das 2006 schloss.
Gemeinsam mit einer Anzahl von Fitnesscentern bzw. Turnhallen findet man in der Stadt momentan drei stadteigene Sportkomplexe namens Perdiswell Leisure Centre, Nunnery Wood Sports Centre und St. Johns Sports Centre.

### Einkaufsmöglichkeiten
Wie viele andere Städte besitzt Worcester eine traditionelle Haupteinkaufsstraße, die High Street. Sie ist die Heimat großer Geschäfte wie Marks & Spencer, Debenhams, Boots Group, WHSmith, Superdrug, River Island, Woolworths, Next, Monsoon uvm. Teile der High Street wurden 2005 unter großer Kontroverse erneuert.
Die anderen Hauptdurchgangsstraßen sind The Shambles und die Broad Street, die Geschäfte wie Argos, MK One, Evans, Ethel Austin, Milletts usw. aufweisen, während The Cross (und der unmittelbar umgebende Bereich) als Finanzzentrum der Stadt gesehen wird: Die Mehrzahl der Hauptbanken Worcesters ist hier angesiedelt.
Es gibt drei Haupteinkaufszentren, nämlich CrownGate, Cathedral Plaza und Reindeer Court. CrownGate ist das größte Zentrum und in zwei kleinere Zentren aufgeteilt. Beide beinhalten bzw. grenzen an wichtige Geschäfte wie House of Fraser, BHS, Debenhams und andere. CrownGate weist auch einen Freiluftmarkt auf, der vorher auf dem Kornmarkt stattfand. Cathedral Plaza ist das zweitgrößte Einkaufszentrum und wurde vor der Sanierung Lychgate Shopping Centre genannt. Hier findet man Läden wie Next oder H&M. Reindeer Court ist ein traditionelles Einkaufszentrum, das vor allem örtliche Spezialhändler beinhaltet.

## Religion
In Worcester leben viele unterschiedliche religiöse Gruppen. Hier gibt es Zentren sowohl der römisch-katholischen Kirche und der anglikanischen Kirche in England (Church of England), eine Moschee, ein mormonisches Zentrum, eine Baptistengemeinde und eine Anzahl von kleineren Interessengruppen, die sich östlichen Religionen wie Buddhismus und Hare Krishna widmen.

## Sport
Worcester ist die Heimat folgender Sportvereine:

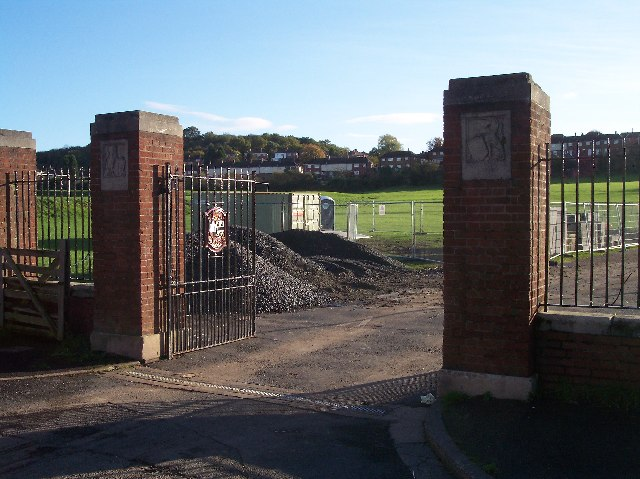
Eingang zum King George's Field

- Worcestershire County Cricket Club, das Spielfeld liegt an der New Road.
- Worcester City F.C.; spielt in der Premier Division der Midland Football League (neunthöchste englische Fußball-Liga), Heimstadion (temporär): Victoria Ground in Bromsgrove.
- Worcester Rugby Football Club (WRFC); ein Rugby-Union-Team aus der English Premiership, Heimstadion: Sixways Stadium.
- Worcester St Johns Cycling Club; Radsportverein
- Worcester Wolves; Professioneller Basketballverein aus der British Basketball League

Außerdem findet man hier die Pferderennstrecke Pitchcroft und das King George's Field zur Erinnerung an George V.
Worcester war unter anderem einer der Austragungsorte der Cricket World Cups 1983 und 1999.

## Persönlichkeiten
Söhne und Töchter der Stadt:
- Nathan Baker (* 1991), Fußballspieler
- Janet Birkmyre (* 1966), Radsportlerin
- Thomas Brock (1847–1922), Bildhauer
- Sam Campagna (* 1980), Fußballspieler
- Lesley Charles (* 1952), Tennisspielerin
- Edwin John Davis (1826–1901), anglikanischer Geistlicher und Forschungsreisender in Kleinasien
- Guy Dutson (* 1969), Ökologe, Ornithologe und Tierarzt
- Keith Fletcher (* 1944), Cricketspieler
- Clellan S. Ford (1909–1972), Anthropologe und Professor
- Philip Henry Gosse (1810–1888), Naturforscher
- Alan Green (* 1954), englisch-US-amerikanischer Fußballspieler
- Louise Johnson (1940–2012), Biochemikerin
- William Richard Morris (1877–1963), Automobilfabrikant
- Tracy Moseley (* 1979), Mountainbikerin
- Ernest Payne (1884–1961), Radfahrer
- Matthew Richards (* 2002), Schwimmer
- Sheila Scott (1922–1988), Fliegerin
- Hannah Snell (1723–1792), bekannt dafür, einen Mann zu spielen, um ins Militär aufgenommen zu werden
- Annie D. Ure (1893–1976), Klassische Archäologin
- Mike Wainwright (* 1973), Geschäftsmann und Autorennfahrer
- Ian Walker (* 1970), Regattasegler
- Fay Weldon (1931–2023), Schriftstellerin
- Edward Leader Williams (1828–1910), Bauingenieur
- Benjamin Williams Leader (1831–1923), Landschaftsmaler
- Ellen Wood (1814–1887), Schriftstellerin

Personen mit Beziehung zur Stadt:
- Edward Elgar (1857–1934), Komponist, dessen Vater einen Musikladen am Ende der High Street betrieb; eine Statue Elgars steht nahe dem originalen Platz dieses Ladens. Sein Geburtsort ist etwas außerhalb der Stadt in einem Dorf namens Broadheath.
- Charles Hastings (1794–1866), Gründer der British Medical Association, verbrachte den größten Teil seines Lebens in Worcester – das neuerbaute Worcestershire Royal Hospital steht in einer ihm zu Ehren benannten Straße.
- Geoffrey Anketell Studdert Kennedy (1883–1929), Poet und Schriftsteller, war eine Zeit lang der Vikar der St. Paul's Church in der Stadt
- Mike Paradinas (* 1971), Musikproduzent, hat in Worcester seinen Wohnsitz und betreibt hier das Label Planet Mu